# Kolarstwo na Igrzyskach Europejskich 2015
Kolarstwo na Igrzyskach Europejskich 2015 – podczas rozgrywanych w Baku pierwszych igrzysk europejskich rozegrano zawody w ośmiu konkurencjach w trzech dyscyplinach kolarskich:
- BMX: 26–28 czerwca 2015 w BMX Veloparkı (2),
- kolarstwo górskie: 13 czerwca 2015 w Dağ Velosipedi Parkı (2),
- kolarstwo szosowe: 18–21 czerwca 2015 w Bilgəh Çimərliyi i na ulicach Baku (4).

## Rezultaty

### Kolarstwo szosowe

#### Kobiety
| Konkurencja                            | Złoto           | Czas     | Srebro               | Czas     | Brąz                 | Czas     |
| Jazda indywidualna na czas (szczegóły) | Ellen van Dijk  | 32:26,87 | Hanna Sołowej        | 33:03,37 | Annemiek van Vleuten | 33:33,56 |
| Wyścig ze startu wspólnego (szczegóły) | Alena Amialusik | 3:20,36  | Katarzyna Niewiadoma | +0,0     | Anna van der Breggen | +0,0     |

#### Mężczyźni
| Konkurencja                            | Złoto             | Czas     | Srebro        | Czas       | Brąz              | Czas       |
| Jazda indywidualna na czas (szczegóły) | Wasil Kiryjenka   | 59:36,03 | Stef Clement  | 1:00:46,08 | Luis León Sánchez | 1:01:08,90 |
| Wyścig ze startu wspólnego (szczegóły) | Luis León Sánchez | 5:27,25  | Andrij Hriwko | +0,0       | Petr Vakoč        | +0,0       |

### Kolarstwo górskie

#### Kobiety
| Konkurencja               | Złoto        | Czas    | Srebro             | Czas    | Brąz              | Czas    |
| Cross-country (szczegóły) | Jolanda Neff | 1:31:05 | Kathrin Stirnemann | 1:33:08 | Maja Włoszczowska | 1:33:13 |

#### Mężczyźni
| Konkurencja               | Złoto         | Czas    | Srebro          | Czas    | Brąz         | Czas    |
| Cross-country (szczegóły) | Nino Schurter | 1:41:04 | Lukas Flückiger | 1:41:17 | Fabian Giger | 1:41:37 |

### Kolarstwo BMX

#### Kobiety
| Konkurencja     | Złoto              | Czas | Srebro          | Czas | Brąz            | Czas |
| BMX (szczegóły) | Simone Christensen |      | Magalie Pottier |      | Aneta Hladíková |      |

#### Mężczyźni
| Konkurencja     | Złoto        | Czas | Srebro         | Czas | Brąz       | Czas |
| BMX (szczegóły) | Joris Daudet |      | Twan van Gendt |      | David Graf |      |

## Tabela medalowa
| Miejsce | Państwo    | Złoto | Srebro | Brąz | Razem |
| ------- | ---------- | ----- | ------ | ---- | ----- |
| 1       | Szwajcaria | 2     | 2      | 2    | 6     |
| 2       | Białoruś   | 2     | 0      | 0    | 2     |
| 3       | Holandia   | 1     | 2      | 2    | 5     |
| 4       | Francja    | 1     | 1      | 0    | 2     |
| 5       | Hiszpania  | 1     | 0      | 1    | 2     |
| 6       | Dania      | 1     | 0      | 0    | 1     |
| 7       | Ukraina    | 0     | 2      | 0    | 2     |
| 8       | Polska     | 0     | 1      | 1    | 2     |
| 9       | Czechy     | 0     | 0      | 2    | 2     |
|         | Razem      | 8     | 8      | 8    | 24    |